# پروتون آرنا

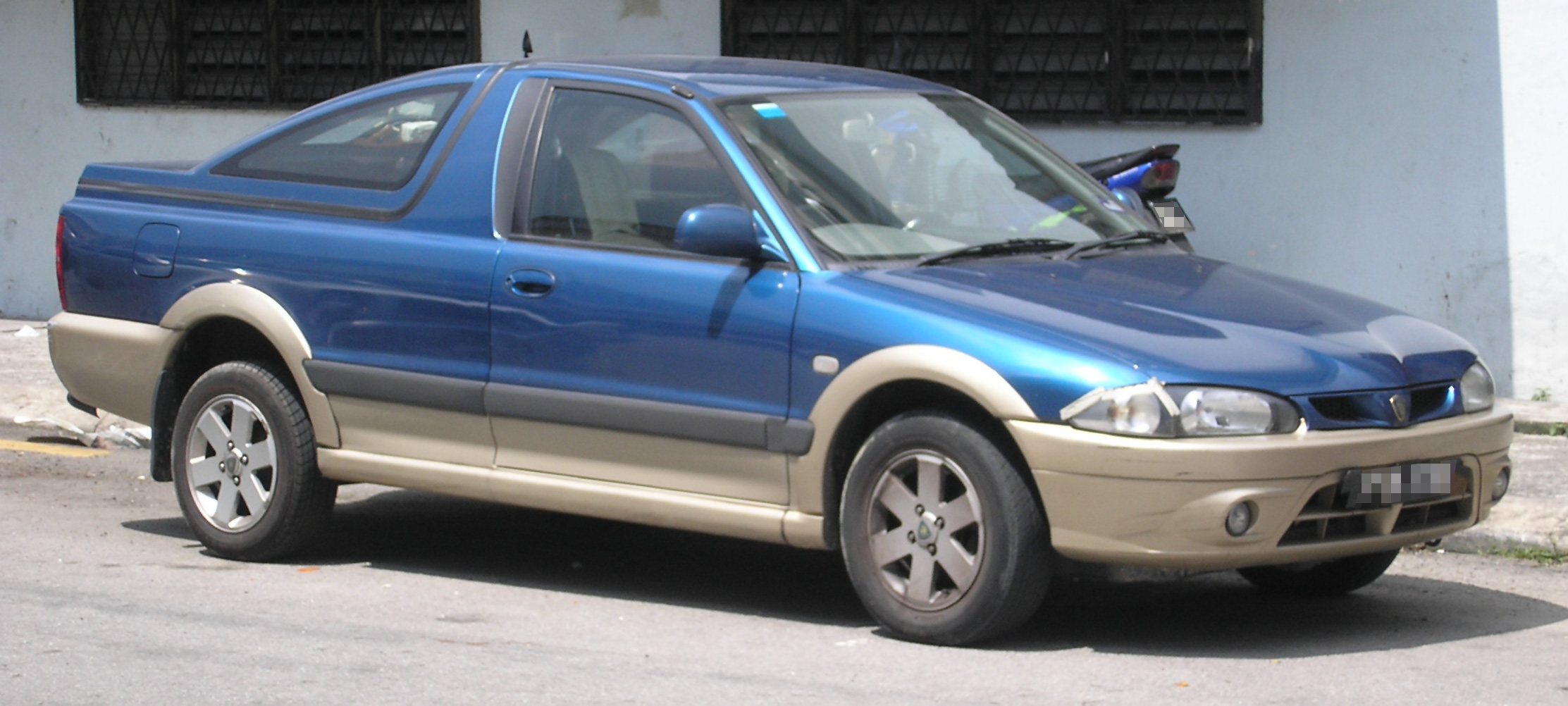

پروتون آرنا (Proton Arena) خودرویی است که از سال ۲۰۰۲ تا کنون تولید شده‌است.
این خودرو در کلاس وانت قرار گرفته و طراحی آن خودروهای موتور جلو-محور جلو بوده طول آن در حالت طبیعی ۴٬۴۵۵ میلیمتر (۱۷۵٫۴ اینچ) و عرض آن در حالت طبیعی ۱٬۶۹۰ میلیمتر (۶۶٫۵ اینچ) است. سیستم جعبه‌دندهٔ آن ۵ دنده به صورت دستی است.